# 飛田武幸
飛田 武幸（ひだ たけゆき、1927年11月12日 - 2017年12月29日）は、日本の数学者。専門は、確率論、関数解析学。名古屋大学名誉教授。名城大学名誉教授。
ホワイトノイズ解析の基礎を確立。確率過程論国際学会会長、国際研究発表ジャーナル「Infinite dimensional Analysis, Quantum Probability and Related Topics」の編集長等を務めた。

## 経歴
- 1927年 愛知県岡崎市に生まれる[1]
- 1952年 名古屋大学理学部数学科卒業
- 1952年 愛知学芸大学助手
- 1959年 京都大学講師
- 1961年 理学博士（京都大学）
- 1964年 名古屋大学教養部教授
- 1966年 名古屋大学理学部教授
- 1976年 - 1977年 名古屋大学理学部長。
- 1967年より1年間 プリンストン大学客員教授
- 1980年 中日文化賞受賞（第33回：「確率論とその応用の研究」）[2]
- 1991年 名城大学理工学部教授
- 1995年 - 1999年 名城大学理工学部長
- 2007年 - 瑞宝重光章受章[3][4]
- 2017年12月29日 東京都内の病院で死去、90歳[5]。

## 主な著書、訳書
- 1973 一確率論研究者の回想: 岩波書店
- 1975 ブラウン運動: 岩波書店
- 1976 ガウス過程: 紀伊國屋書店
- 1981 誤差論: 紀伊國屋書店
- 1994 ゆらぎの科学〈4〉: 森北出版
- 2001 美しいノイズ・数学を身近かに（高等研選書；13）
- 2011 確率論の基礎と発展: 共立出版